# Wijken en buurten in Krimpen aan den IJssel
De Nederlandse gemeente Krimpen aan den IJssel is voor statistische doeleinden onderverdeeld in wijken en buurten. De gemeente is verdeeld in de volgende statistische wijken:
- Wijk 00 Krimpen aan den IJssel (CBS-wijkcode:054200)

Een statistische wijk kan bestaan uit meerdere buurten. Onderstaande tabel geeft de buurtindeling met kentallen volgens het Centraal Bureau voor de Statistiek (2008):
| CBS-buurtcode | Buurtnaam      | Inwonertal | Opp. totaal (ha) | Opp. land (ha) | Ligging                |
| ------------- | -------------- | ---------- | ---------------- | -------------- | ---------------------- |
| BU05420000    | Oud Krimpen    | 2230       | 228              | 160            | Locatie in de gemeente |
| BU05420001    | Kortland-Noord | 7020       | 150              | 141            | Locatie in de gemeente |
| BU05420002    | Kortland-Zuid  | 6330       | 134              | 129            | Locatie in de gemeente |
| BU05420003    | Boveneind      | 3980       | 97               | 81             | Locatie in de gemeente |
| BU05420004    | Langeland      | 7190       | 234              | 225            | Locatie in de gemeente |
| BU05420005    | Lansingh-Zuid  | 2050       | 50               | 46             | Locatie in de gemeente |